# Kasahara-Linie
| Streckenlänge: | 4,6 km            |                            |             |
| Spurweite: | 1067 mm (Kapspur) |                            |             |
| Maximale Neigung: | 23,4 ‰            |                            |             |
| Zweigleisigkeit: | nein              |                            |             |
| |                   |                            |             |
| Gesellschaft: | Tōnō Tetsudō      |                            |             |
| \| \| \| Taita-Linie \| 1918– \| \| \| \| Chūō-Hauptlinie \| 1900– \| \| \| −0,3 \| Tajimi (多治見) \| 1928–1978 \| \| \| 0,0 \| Shin-Tajimi (新多治見) \| 1918–1978 \| \| \| \| Shōnai-gawa \| \| \| \| 0,6 \| Hon-Tajimi (本多治見) \| 1928–1978 \| \| \| 1,8 \| Ichinokuraguchi (市之倉口) \| 1928–1978 \| \| \| 2,4 \| Shimotakiro (下滝呂) \| 1928–1973 \| \| \| 3,2 \| Takiro (滝呂) \| 1928–1973 \| \| \| 4,6 \| Kasahara (笠原) \| 1928–1978 \| |                   |                            |             |
| Strecke |                   | Taita-Linie                | 1918–       |
| Abzweig quer und nach links · Abzweig quer und ehemals von rechts · Bahnhof quer |                   | Chūō-Hauptlinie            | 1900–       |
| Abzweig geradeaus und nach links (Strecke außer Betrieb) · Kopfbahnhof Streckenende und quer (Strecke außer Betrieb) | −0,3              | Tajimi (多治見)            | 1928–1978   |
| Bahnhof (Strecke außer Betrieb) | 0,0               | Shin-Tajimi (新多治見)     | 1918–1978   |
| Brücke über Wasserlauf (Strecke außer Betrieb) |                   | Shōnai-gawa                | Shōnai-gawa |
| Bahnhof (Strecke außer Betrieb) | 0,6               | Hon-Tajimi (本多治見)      | 1928–1978   |
| Haltepunkt / Haltestelle (Strecke außer Betrieb) | 1,8               | Ichinokuraguchi (市之倉口) | 1928–1978   |
| Haltepunkt / Haltestelle (Strecke außer Betrieb) | 2,4               | Shimotakiro (下滝呂)       | 1928–1973   |
| Haltepunkt / Haltestelle (Strecke außer Betrieb) | 3,2               | Takiro (滝呂)              | 1928–1973   |
| Kopfbahnhof Streckenende (Strecke außer Betrieb) | 4,6               | Kasahara (笠原)            | 1928–1978   |

Die Kasahara-Linie (笠原線, Kasahara-sen) war eine Eisenbahnstrecke in der Präfektur Gifu in Japan. Sie war von 1928 bis 1978 in Betrieb, gehörte der Bahngesellschaft Tōnō Tetsudō und war eine Zweigstrecke der Chūō-Hauptlinie.

## Beschreibung
Die nicht elektrifizierte Stichstrecke war 4,6 km lang, in Kapspur (1067 mm) verlegt und eingleisig. Ihr Ausgangspunkt war der Bahnhof Shin-Tajimi, der etwa 200 Meter vom Bahnhof Tajimi der Staatsbahn entfernt lag und an die Chūō-Hauptlinie angeschlossen war. Nach der Durchquerung des Stadtzentrums überbrückte sie den Shōnai und führte anschließend in südwestlicher Richtung durch das Kasahara-Tal zur Endstation Kasahara.

## Geschichte

Emblem der Kasahara Tetsudō

Ein lokales Komitee erhielt am 20. März 1924 die Lizenz zum Bau einer elektrischen Bahn auf der Grundlage des Lokalbahngesetzes. Fünf Wochen später erfolgte am 22. April die Gründung der Bahngesellschaft Kasahara Tetsudō. Sie nahm am 1. Juli 1928 die Strecke zwischen Shin-Tajimi und Kasahara in Betrieb, wobei sie aus Kostengründen auf die Elektrifizierung verzichtete und stattdessen Dampflokomotiven einsetzte. Ab 1937 gelangten Benzintriebwagen zum Einsatz. Am 1. Juli 1938 verlängerte die Kasahara Tetsudō die Strecke von Shin-Tajimi zum Bahnhof Tajimi an der Chūō-Hauptlinie.
Die Kasahara Tetsudō fusionierte am 1. März 1944 mit der Dachi Tetsudō (Betreiberin der Dachi-Linie) und vier weiteren Unternehmen zur Tōnō Tetsudō. Mit der Einführung von Diesellokomotiven im März 1953 wurden Personen- und Güterzüge getrennt. 1958 zog die Tōnō Tetsudō die Kasahara-Linie zum Bahnhof Shin-Tajimi zurück. Aufgrund rückläufiger Fahrgastzahlen stellte sie am 13. Juni 1971 den Personenverkehr ein, worauf nur noch der Güterverkehr übrigblieb. Am 1. November 1978 erfolgte die vollständige Stilllegung.
Anschließend ließ die Stadt Tajimi die Trasse zu einem Rad- und Fußweg umbauen. Ebenso ließ sie entlang des Wegs zahlreiche Kirschbäume pflanzen, die vor allem während des Hanami-Fests viele Besucher anziehen.

## Liste der Bahnhöfe
| Name                       | km   | Anschlusslinien | Lage   | Ort    |
| -------------------------- | ---- | --------------- | ------ | ------ |
| Tajimi (多治見)            | −0,3 | Chūō-Hauptlinie | Koord. | Tajimi |
| Shin-Tajimi (新多治見)     | 00,0 |                 | Koord. | Tajimi |
| Hon-Tajimi (本多治見)      | 00,6 |                 | Koord. | Tajimi |
| Ichinokuraguchi (市之倉口) | 01,8 |                 | Koord. | Tajimi |
| Shimotakiro (下滝呂)       | 02,4 |                 | Koord. | Tajimi |
| Takiro (滝呂)              | 03,2 |                 | Koord. | Tajimi |
| Kasahara (笠原)            | 04,6 |                 | Koord. | Tajimi |